# Bombus gerstaeckeri
Bombus gerstaeckeri (лат., шмель Герштеккера, шмель Герштекера) — вид шмелей из семейства настоящих пчёл. Редкий вид, включённый в Международный Красный список МСОП и Красную Книгу Германии.

## Распространение
Европа (Альпы, Балканы, Карпаты, Пиренеи; горные луга на высотах 1—2 км), Кавказ. Австрия, Испания, Италия, Франция, Германия, Россия, Румыния, Швейцария, Финляндия, Босния и Герцеговина, Украина.

## Описание
Длина около 2 см (рабочие и самцы меньше, а матки крупнее). Длина маток 20—26 мм, длина рабочих особей 15—17 мм, самцов 16—18 мм. Голова вытянутая с очень длинным хоботком. Окраска волосков опушения варьирует от бледно-коричневого до коричнево-красного. Передняя часть брюшка покрыта черными волосками, в то время как задняя часть брюшка покрыта белыми волосками, кроме последнего сегмента брюшка, также покрытого черными волосками. Семьи включают от 20 до 100 шмелей. Гнёзда подземные. Олиголекты, предпочитают посещать растения семейства Лютиковые (Ranunculaceae), главным образом из рода Aconitum (аконит Aconitum tycoctonum).
Ещё в 1886 году известный специалист по перепончатокрылым насекомым австрийский профессор Далла Торре (1886) отмечал, что у самок шмеля Герштеккера длина хоботка достигает в 18—21 мм, тогда как самцы и рабочие имеют длину хоботка только 11—12 мм.

## Систематика
Включён в состав подрода Megabombus. Вид был впервые описан в 1881 году российским энтомологом Фердинандом Фердинандовичем Моравицем (1827—1896) и назван в честь немецкого зоолога и энтомолога Карла Эдуарда Адольфа Герштеккера(1828—1895).